# GOLDEN☆BEST 原田真二 Legendary Hits 80's
『GOLDEN☆BEST 原田真二 Legendary Hits 80's』（ゴールデン☆ベスト・レジェンダリー・ヒッツ・エイティーズ）は2003年3月19日に発売された原田真二通算12作目のベスト・アルバム。

## 概要
- 帯コピー：早すぎる天才原田真二の究極の80'ｓセレクション! J-POPの先駆けとなる革新的な音楽を展開したこの時期に焦点を当てた、ゴールデンベスト企画第2弾!
- 原田真二のゴールデン☆ベストシリーズ第2弾は、再びフォーライフ・レコードへ復帰した1983年から1987年までの第2期フォーライフ時代の作品の中からセレクトしたベスト盤。
- この「ゴールデン☆ベスト」のシリーズは、各レコード会社・各アーティスト合同で行われている復刻CD企画であるが、原田版は継続企画として、時代別に下記4作品が順を追って発売された （NECアベニュー時代の作品（1988年 - 1991年）のみ未発売）。
- 企画・選曲はオリコン・エンタテインメント社の竹部吉晃と、UNDOWN社の鈴木大介が担当。ブックレットには、この2人による解説書付。
- アルバムタイトルは、5曲目の「LEGEND KISS （伝説KISS）」から一部引用して付けられた。
- ジャケットはシングル「愛して、かんからりん。」の別テイクを採用している。

## 収録曲
- 全作詞・作曲・編曲：原田真二（特記以外）

　　 ★＝初CD化曲
1. 見つめてCARRY ON
2. 永遠を感じた夜
3. Teardrops
4. 雨のハイウェイ
  - 作詞：松本隆
5. 伝説KISS
6. Modern Lovers
7. Let Me Hold You Again Tonight
8. LOVE OPERATOR
9. Spring Shower
10. Happy End
11. Breathe　★
  - 筑波万博 「健康・スポーツ館」 テーマ曲
12. EVERY NIGHT
13. Today's Love
14. Modern Vision
  - TOYOTA 「セリカ」 CMソング
15. 愛してかんからりん
16. Save Our Soul
17. WRONG WAY　★

## 関連作品
原田真二ゴールデン☆ベスト シリーズ
- 第1弾 2002年発売 (1977-1979) GOLDEN☆BEST 原田真二 OUR SONG〜彼の歌は君の歌〜
- 第2弾 2003年発売 (1983-1987) GOLDEN☆BEST 原田真二 Legendary Hits 80's
- 第3弾 2005年発売 (1992-1996) GOLDEN☆BEST 原田真二 1992-1996 SHINE THE LIGHT COLLECTION
- 第4弾 2006年発売 (1980-1981) GOLDEN☆BEST 原田真二&クライシス LIFE〜ポリドール・イヤーズ 1980-1981

デビューアルバム復刻
- 2007年発売 (1978) Feel Happy 2007〜Debut 30th Anniversary〜

レーベル別完全盤
- 2007年発売 (1980-1981) 原田真二&クライシス ポリドール・イヤーズ完全盤
- 2012年発売 (1977-1979) (1983-1987) 原田真二 35th Anniversary BOX＜コンプリート FOR LIFE Years＞

ライブビデオ
- 2005年発売　OUR SONG and all of you (ライヴ・アット・武道館)
- 2013年発売　Shinji Harada 35th Anniverary Special Live!! "The Load to the Light 1st Stage Final"